# Альфред Айдель
Альфред Айдель (нім. Alfred Eidel; 23 травня 1910, Боксталь, Німецька імперія — 23 червня 1944, Вітебськ, БРСР) — німецький офіцер, майор вермахту (1 грудня 1942). Кавалер Лицарського хреста Залізного хреста з дубовим листям.

## Біографія
В 1929 році вступив добровольцем у 20-й піхотний полк. В 1939 році — фельдфебель 103-го піхотного полку. Учасник Польської і Французької кампаній. Наприкінці 1940 року переведений до 171-го піхотного полку 56-ї піхотної дивізії. Учасник Німецько-радянської війни. З 1942 року — командир 1-го батальйону свого полку. Відзначився у боях під Орлом. З жовтня 1943 року командував батальйоном корпусної групи «D». Загинув під час авіанальоту.

## Нагороди
- Медаль «За вислугу років у Вермахті» 4-го класу (4 роки)
- Залізний хрест
  - 2-го класу (9 червня 1940)
  - 1-го класу (29 червня 1941)
- Німецький хрест в золоті (21 серпня 1942)
- Лицарський хрест Залізного хреста з дубовим листям
  - лицарський хрест (24 вересня 1942)
  - дубове листя (№ 283; 24 серпня 1943)